# Jur'ja
Jur'ja è una cittadina della Russia europea centro-settentrionale, situata nella oblast' di Kirov; appartiene amministrativamente al rajon Jur'janskij, del quale è il capoluogo.
Sorge nella sezione centro-settentrionale della oblast', lungo la linea ferroviaria Kirov-Kotlas, una settantina di chilometri a nordovest di Kirov.